# Congregación de Santa Catalina de Siena de Voorschoten
La Congregación de Santa Catalina de Siena de Voorschoten (en neerlandés: Congregatie van de H. Catharina van Siëna zusters Dominicanessen van Voorschoten) es una congregación religiosa católica femenina, de vida apostólica y de derecho pontificio, fundada en 1841, por las hermanas Catharina y Columba Pinkers, en Róterdam. A las religiosas de este instituto se les conoce como Dominicas de la Congregación de Santa Catalina de Siena de Voorschoten o dominicas de Voorschoten y posponen a sus nombres las siglas O.P.

## Historia
La congregación fue fundada por las hermanas Catharina y Columba Pinkers, en la ciudad de Róterdam (Países Bajos), junto a otras cuatro compañeras de la Tercera orden de Santo Domingo, el 24 de mayo de 1841, para la atención de los niños, huérfanos y pobres y de los ancianos. Desde sus inicios las religiosas contaron con la colaboración del provincial y otros religiosos de la Orden de Predicadores holandeses. Con el tiempo el instituto se fue expandiendo, pero inicialmente cada comunidad era autónoma y dependía directamente del provincial dominico. En 1876 se establecieron en Voorschoten, la que más tarde se convertiría en la casa madre de la congregación.
El instituto fue aprobado como congregación religiosa de derecho diocesano en 1881, por el obispo Pieter Mathijs Snickers, de la diócesis de Haarlem, agregado a la Orden de Predicadores el 21 de diciembre de 1906, por el maestro general Hyacinthe-Marie Cormier, y elevado a congregación de derecho pontificio, mediante decretum laudis del 2 de marzo de 1924, del papa Pío XI.

## Organización
La Congregación de Santa Catalina de Siena de Voorschoten es una congregación religiosa internacional, de derecho pontificio y centralizada, cuyo gobierno es ejercido por una priora general, es miembro de la Familia dominica, de la Conferencia de Hermanas Dominicas Internacional y de la Federación Dominica de los Países Bajos. Su sede central se encuentra en Voorschoten (Países Bajos).
Las dominicas portuguesas se dedican a la atención de niños y ancianos. En 2017, el instituto contaba con 59 religiosas y 3 comunidades, presentes en las Antillas Neerlandesas y Países Bajos.